# ザ・モール仙台長町

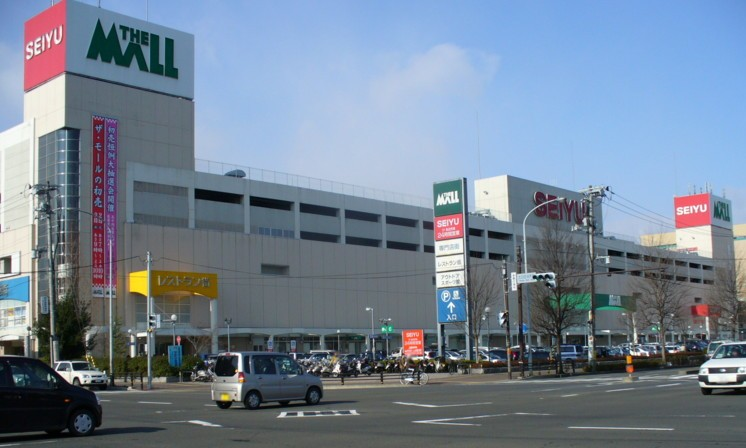
リニューアル前の外観（本館）

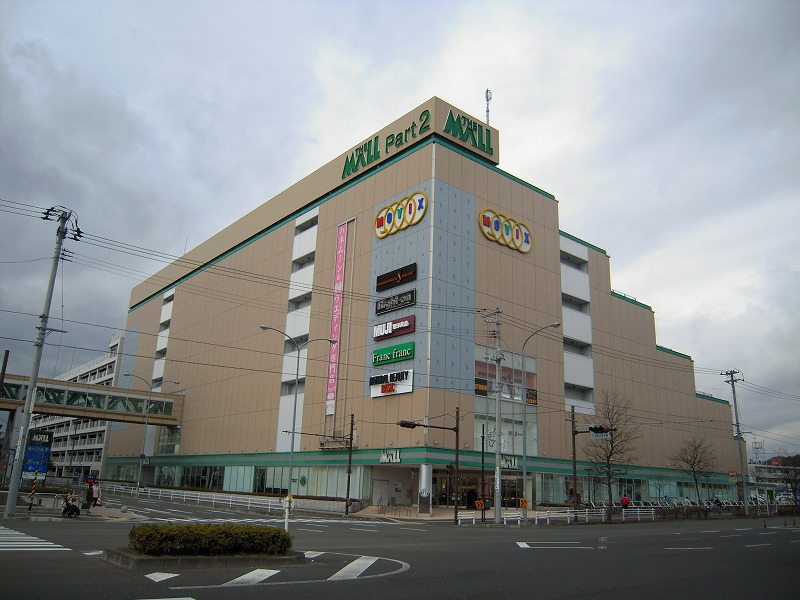
リニューアル前の外観（Part2）

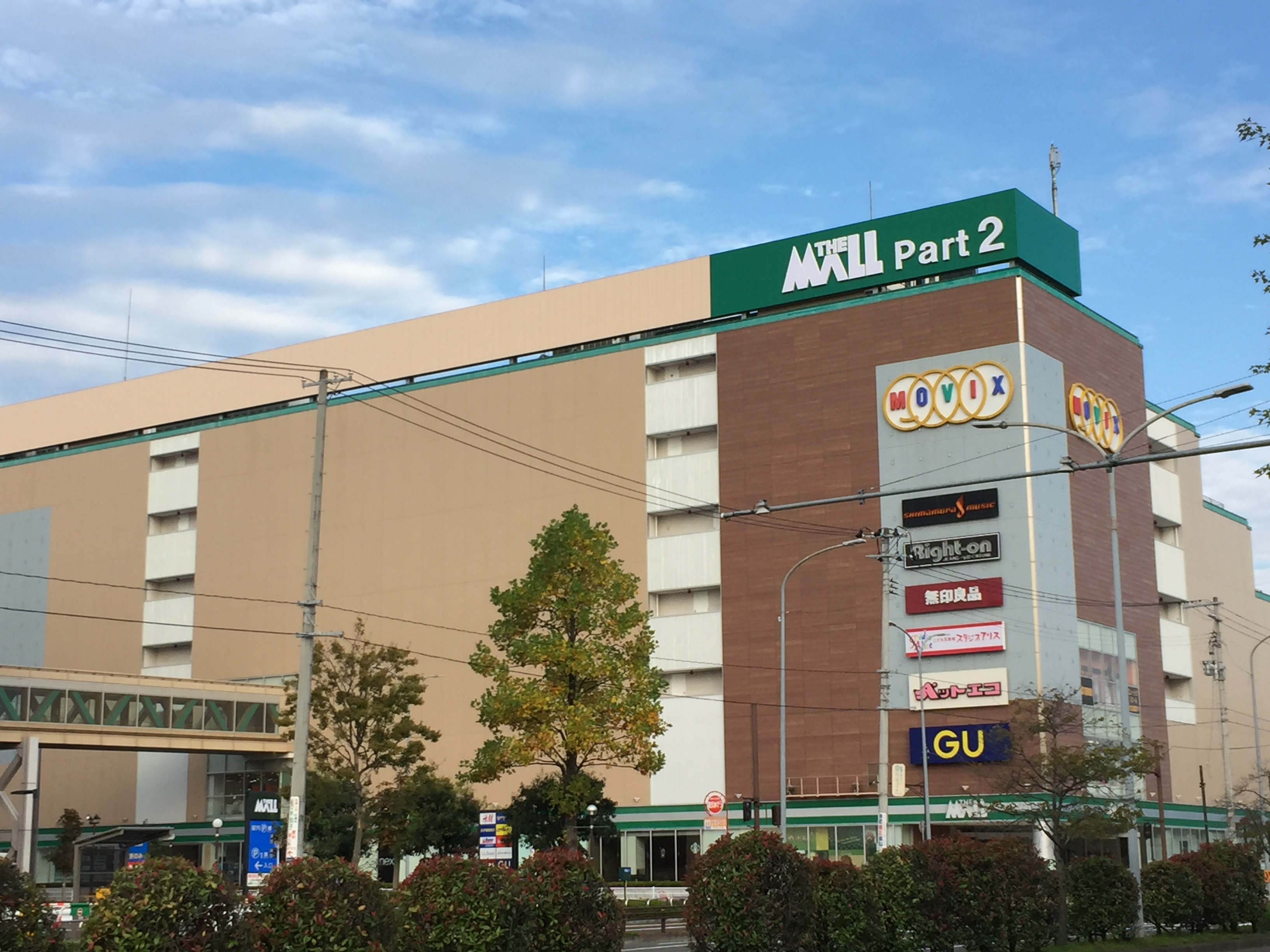
ザ・モール仙台長町（Part2）

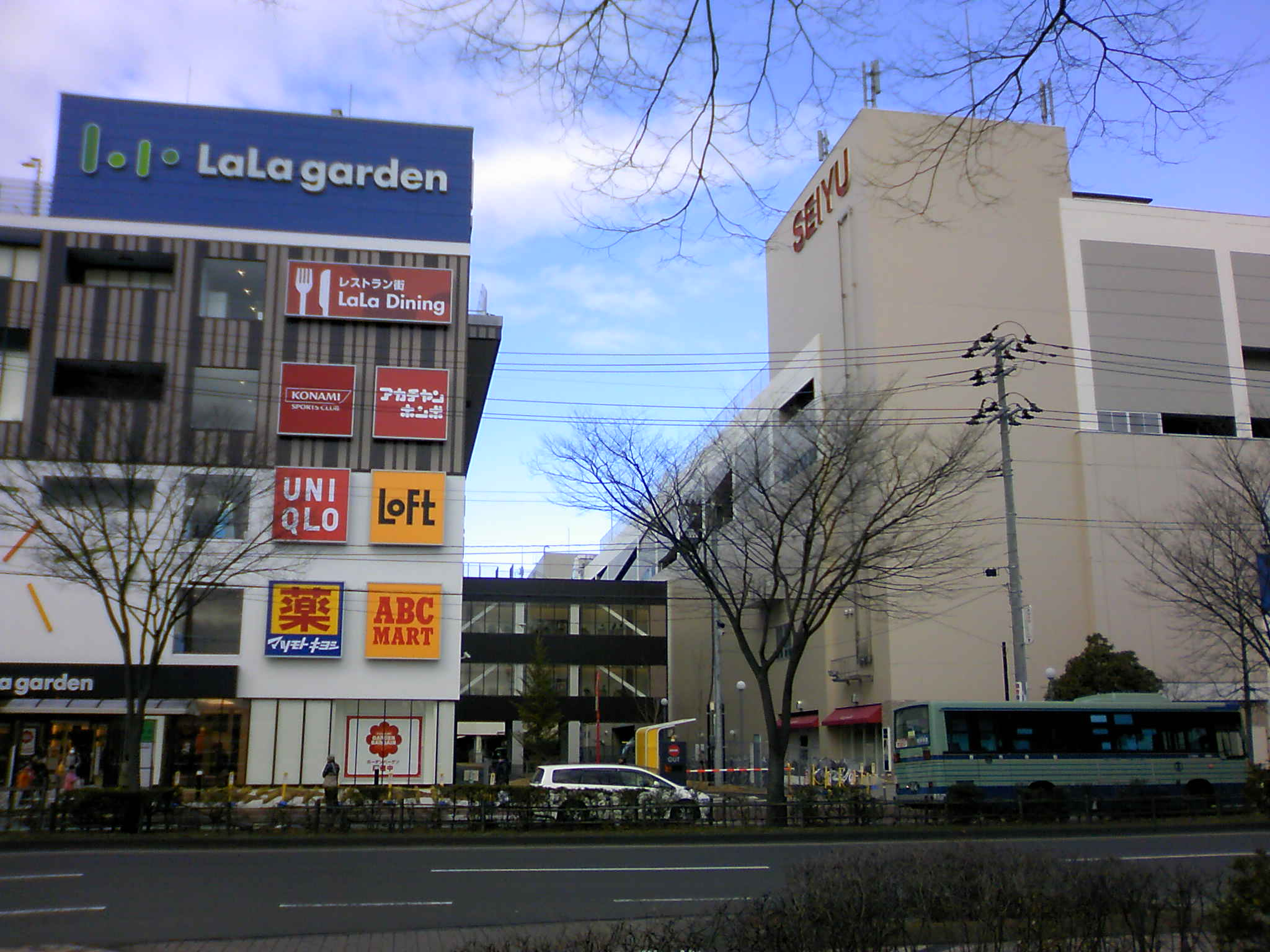
ララガーデン長町とのアプローチ部分

ザ・モール仙台長町（ザ・モールせんだいながまち）は、宮城県仙台市太白区長町にある、株式会社西友が展開する「ザ・モール」ブランドのリージョナル型ショッピングセンターである。
1997年（平成9年）9月19日開業、2016年（平成28年）4月より。 JLLモールマネジメント株式会社（現：JLLリテールマネジメント）が施設の管理受託業務を開始している。

## 概要
1990年（平成2年）、仙台市が進展させていた長町副都心構想に基づき、大同特殊鋼の関係会社である鋼材メーカー・東北特殊鋼の本社工場が村田町への工場移転を開始し、1993年（平成5年）に全面移転が完了した。これに先立つ前年2月、西友と東北特殊鋼の間で、本社工場跡地の再開発事業に関し基本協定が締結され、建築確認申請などの諸手続きが開始された。
ザ・モール仙台長町は、敷地面積約5万9千平方メートル内に、延べ床面積約8万3千平方メートルの地上5階建ての建物を、東北特殊鋼の関連会社である東特エステートサービスが建設し、1997年（平成9年）9月19日に開業した。ザ・モール業態としては7店目で、今後の西友の店舗展開にあたっての主力タイプと位置づけられた。開業時のテナント店舗数は123。
仙台都市圏南部では初の大規模ショッピングセンターであり、仙台市近郊や仙南地域だけでなく、東北道・仙台南ICから15〜20分程度でアクセスできることから、山形県・福島県からの集客にも成功。また、周辺でのマンションなどの建築も顕著に増え、1987年（昭和62年）の開業以来、泉区方面に比べて少なかった仙台市地下鉄南北線の利用者数の増加にもつながっている。
2000年（平成12年）12月20日には新館としてPart2がオープンし、専門店のほか上層部には仙台圏では初となるシネマコンプレックスが併設された。2000年度には売上高約298.7億円で上場スーパー61社の全店舗で第1位となっていた。
開業20周年を機に、JLLモールマネジメント（当時）によりリニューアルが行われ、2017年（平成29年）10月19日、開業以来初の大規模改装が完了しリニューアルオープン。このリニューアルにより専門店が151店舗に増加した。
仙台市周辺では単に「モール」と呼ばれることも多く、ザ・モール仙台長町自身の広告でも使用することがある。

### 所在地
- 宮城県仙台市太白区長町7丁目20番3号（本館・アウトドアスポーツ館）
- 宮城県仙台市太白区長町7丁目20番15号 (Part2)

### 運営会社
東北地方の西友の店舗は、百貨店事業部（現在のリヴィン）が運営していた郡山西武店を除き、地元の有力スーパーであったエンドーチェーン（初代法人）が西友と業務提携した上で、会社分割によって設立した2代目法人が東北西友と社名変更して展開していた。現在のエンドーチェーン（3代目法人）は、旧東北西友の前身となったエンドーチェーン（2代目法人）を会社分割した上で不動産会社に転換し社名変更したエステートエンドーが前身である。なお、東北西友はのちに西友本体へ吸収合併されたため、現在は東北地方の西友店舗は西友本体の直営となっている。
ザ・モール仙台長町および核店舗の西友は、この旧東北西友が運営する店舗ではなく、2006年（平成18年）6月28日に旧ダイエー泉店跡地に開店した仙台泉ショッピングセンター内の核店舗である西友仙台泉店（2016年（平成28年）9月閉店）と同様に、開業当初から西友本体の直営によるショッピングセンターである。直営店のため、旧東北西友の店舗で使用されていた「THE FOOD FACTORY」ロゴはなく、旧東北西友各店のセールも対象外となっていた。

### 商業集積
当初は、本館西側に仙台市の施設「女性センター（仮）」の建設が計画されていた。しかし市の財政難などにより計画が頓挫したため、西友が市から土地を賃借し「ザ・モール仙台長町Part3」の建設を予定していた。その後にデベロッパーが変更され、2009年（平成21年）10月29日、ららぽーとマネジメント（現在の三井不動産商業マネジメント）が運営する商業施設「三井ショッピングパーク ララガーデン長町」が開業した。

## フロア案内
本館とPart2に分かれており、本館南側は専門店街、北側は西友、本館1・2階の北西はアウトドアスポーツ館となっている。3階の専門店街の南端にはレストラン街が設けられている。
3階の専門店街には、紀伊國屋書店が弘前店に次いで2店目の東北出店を遂げ、同社における郊外立地の先駆けとなった。
Part2は、1階から3階が全て専門店街で、4 - 6階に松竹系のシネマコンプレックス「MOVIX仙台」が入居している。本館とPart2は3階がつながっている。また本館とPart2の間の道は自動車が通行できるが、歩行者用の信号付き横断歩道が設置されている。
ララガーデン長町とは2階・3階で接続している。

## 交通アクセス
幹線道路が交わる場所に立地しているため自家用車での来店が多く、山形県・福島県からも集客している。
仙台市地下鉄南北線 長町南駅が本館地下フロアと直結しているほか、バスターミナルも近接している。
- 長町南駅（仙台市地下鉄南北線）直結。
  - 改札口より東側（左側）へ進むと、ザ・モール仙台長町の本館へ直接入ることができる。
- 長町駅（仙台市地下鉄南北線、JR東北本線・常磐線、仙台空港アクセス線）
  - 徒歩で約10分、または南北線に乗車。
- 長町南駅・「太白区役所前」バス停（仙台市営バス・宮城交通バス）
  - 三井ショッピングパーク ララガーデン長町 正面入口前にバス停留所がある。徒歩で約2分。
- 「長町七丁目」バス停（仙台市営バス・宮城交通バス）
  - Part2東にバス停がある。徒歩で約2分。